# Magyar Csillag
A Magyar Csillag (1941. október 1. — 1944. április 1.) irodalmi és kritikai folyóirat, a Nyugat utódja a második világháború alatt.

## Története
Babits Mihály halálával megszűnt a Nyugat kiadásának jogfolytonossága, a lapengedély Babits személyéhez kötődött. Kényszerűségből új címen indított lapot Illyés Gyula Schöpflin Aladár társszerkesztővel, Magyar Csillag címen, de a cél ugyanaz volt, mint a Nyugattal, őrizni az értékeket és a humánumot, függetlenedni a politikától. Illyés Gyula összefogta a magyar irodalom legjobbjait, a népi írókat és az urbánusokat is. Tárgyválasztásuk sokoldalú volt: nemzeti önismeret, népi kultúra, történelem, 20. századi irodalom, világirodalom, képzőművészet, zene. 1943 novemberében Hírünk a világban címen indítottak vitát. A Magyar Csillag megjelentetését Magyarország német megszállása elsöpörte.

## Egyéb irodalom
- Magyar Csillag 1941–1944 In: Nyugat repertórium, Akadémiai Kiadó, Budapest, 1959 (Irodalomtörténeti bibliográfiák 1.)
- Illyés Gyula: A Nyugat vége. In: Illyés Gyula: Ingyen lakoma: tanulmányok, vallomások. 1-2. köt. Budapest : Szépirodalmi, 1964.